# کنوانسیون اجراناپذیری محدودیت‌های قانونی درباره جنایات جنگی و جنایات علیه بشریت
کنوانسیون اجراناپذیری محدودیت‌های قانونی درباره جنایات جنگی و جنایات علیه بشریت (انگلیسی: Convention on the Non-Applicability of Statutory Limitations to War Crimes and Crimes Against Humanity) برای امضاء به تصویب رسید، قطعنامه 2391 (XXIII) به تاریخ ۲۶ نوامبر ۱۹۶۸ توسط مجمع عمومی سازمان ملل متحد به تصویب رسید. این قطعنامه طبق مقررات ماده هشتم (۹۰ روز پس از تصویب)، در تاریخ ۱۱ نوامبر ۱۹۷۰ به اجرا درآمد.

## محدودیت‌های قانونی
کنوانسیون حاکی از آن است که هیچ کشور امضاء کننده نمی‌تواند محدودیت‌های قانونی را زیر را در نظر نگیرد:
- جنایات جنگی همان‌طور که در منشور دادگاه بین‌المللی نظامی نورنبرگ در ۸ اوت ۱۹۴۵ تعریف شده‌است
- جنایت علیه بشریت چه در زمان جنگ و چه در زمان صلح همان‌طور که در منشور دادگاه نظامی بین‌المللی نورنبر تعریف شده‌است، اخراج از طریق حمله مسلحانه یا اشغال، اعمال غیرانسانی ناشی از سیاست آپارتاید، و جنایت نسل‌کشی همان‌طور که در کنوانسیون ۱۹۴۸ در مورد پیشگیری و مجازات جنایت نسل‌کشی تعریف شده‌است.[۲][۳]